# Witold Zapała
Witold Idzi Zapała (n. 5 iunie 1935, Dziurów, powiatul Starachowice⁠(d), Starachowice County⁠(d), Voievodatul Sfintei Cruci, Polonia – d. 10 septembrie 2020, Pruszków, Mazovia, Polonia) a fost un dansator, coregraf și pedagog polonez. El și-a început cariera la vârsta de 16 ani cu trupa de muzică populară din Skolimow (Konstancin-Jeziorna). Timp de peste 50 de ani (1957 – 2011), Witold Zapala a colaborat cu Ansamblul de cântece și dansuri poloneze Mazowsze (în poloneză Zespół Ludowy Pieśni i Tańca Mazowsze), pentru care a creat un repertoriu de dansuri și ceremonii populare din 43 de regiuni etnografice ale Poloniei.
Zapała a fost, de asemenea, inițiator, regizor și coregraf al grupului de dans pentru copii, Varsovia. A coregrafiat secvențele de dans (mazurca) pentru opera poloneză Castelul vrăjit (Straszny Dwór de Stanisław Moniuszko). 

## Biografie și carieră
Zapała s-a născut în Dziurów⁠(d), lângă Starachowice. A început să învețe dansul la Centrul Central de Pregătire pentru Instructori Artistici din Skolimów (Konstancin-Jeziorna) sub conducerea profesorului Leon Wójcikowski⁠(d), apoi a continuat la Școala de Stat de Balet din Varșovia. După absolvirea școlii în 1957, și-a conectat viața profesională cu Ansamblul de stat de dans și cântece populare „Mazowsze”. Witold Zapała a fost un dansator remarcabil premiat pentru spectacole solo, a creat coregrafii și interpretări de dansuri. A fost șeful baletului în ansamblul Mazowsze. În total, a creat peste treizeci de coregrafii pentru „Mazowsze”, a colaborat și cu Teatrul Mare – Opera Națională și Teatrul Polonez din Varșovia. Witold Zapała a fost inițiatorul, regizorul și coregraful grupului de dans pentru copii, Varsovia, a creat coregrafii pentru filme, opere și piese de teatru, inclusiv coregrafie pentru filmul Żona dla Australijczyka (Soție pentru un australian). Coregrafiile sale au fost prezentate și în filmul Războiul rece din 2018, regizat de Paweł Pawlikowski.
Primele coregrafii au fost puse în scenă pe 6 iunie 1958, Tańce Góralskie și Tańce Rzeszowskie. În 1960, a fost creată și versiunea finală a concertului „Mazowsze”. În același an, Witold Zapała a coregrafiat și mazurca din opera poloneză Castelul vrăjit (Straszny Dwór de Stanisław Moniuszko). În 1963, au fost create carnavalul Wilamowice, dansurile Kurpiowskie și poloneza. În 1976, Witold Zapała a creat o coregrafie intitulată Recoltarea strugurilor din Lubuskie. În 2009, tot pentru Mazowsze, a fost creată coregrafia Rondo a la krakowiak pe muzica lui Frédéric Chopin.  
A pregătit și dansatori populari polonezi în Statele Unite ale Americii și din Varșovia.
În octombrie 2011, a fost publicată o carte despre cariera lui Zapała alături de Mazowsze, Wytańczone „Mazowsze” Witolda Zapały. A fost scrisă de o fostă dansatoare a ansamblului Mazowsze, Małgorzata Włoczkowska. Witold Zapała este una dintre „legendele” grupului Mazowsze.